# きいやま商店 (アルバム)
『きいやま商店』（きいやましょうてん）は、日本の男性音楽グループ「きいやま商店」の初のベスト・アルバム。2013年5月29日発売。発売元は、ヴィレッジアゲイン・アソシエイション。

## 解説
きいやま商店の初のベストアルバム。選曲はメンバー自身が行っている。
当初は、発売レーベルのヴィレッジアゲイン・アソシエイションが運営する「ヴィレッジヴァンガード」の店舗、及び会場手売りでの限定発売であったが、2013年10月16日より大型CDショップのインターネット販売でも購入できるようになった。またHMVでは発売を記念して、特製タオルとミニステッカーを特典とした『限定豪華版』も発売された。なお、本作は販売レーベルが「フライング・ハイ」と異なっているが、楽曲のライセンスは「フライング・ハイ」が所有している。
ベスト盤のせいか、製作者クレジットの記載が殆ど無いが、ジャケットデザインはキジムナ前津智宏が担当している。
このアルバムのみ、音楽配信サイトでの販売やサブスクリプションは行われていない。

## 収録曲
全作詞・作曲：きいやま商店（但し、別記されているものを除く。また編曲は、別記されている曲以外は、クレジット未表記）
1. GO HOME
作詞・作曲：崎枝将人
2. 頑張れ!スミオおじぃ
3. 沖縄ロックンロール
作詞・作曲:THE WALTZ、編曲：きいやま商店
4. バッペータ!!
5. 土曜日のそば
6. じんがねーらん
7. ゆーしったい (2012 Live ver.)
8. さよならの夏
編曲:奥村"GACHARO"典洋
9. メイキング of 頑張れ!スミオおじぃ(ボーナストラック)